# Joe Moore Award
Der Joe Moore Award ist eine jährlich vergebene Auszeichnung für die beste Offensive Line im College Football. Sie ist nach dem langjährigen Offensive-Line-Trainer Joe Moore benannt und wird von der Joe Moore Foundation for Teamwork vergeben. Die Erstvergabe erfolgte nach der College-Football-Saison 2015. Es ist die einzige Auszeichnung im College Football, die an eine Spielergruppe vergeben wird.

## Preisträger
| Jahr | Team                      | College                    |
| ---- | ------------------------- | -------------------------- |
| 2015 | Alabama Crimson Tide      | University of Alabama      |
| 2016 | Iowa Hawkeyes             | University of Iowa         |
| 2017 | Notre Dame Fighting Irish | University of Notre Dame   |
| 2018 | Oklahoma Sooners          | University of Oklahoma     |
| 2019 | LSU Tigers                | Louisiana State University |